# أسيتا
أسيتا أو كالاديفالا (بالإنجليزية: Asita)‏، هو ناسك زاهد من الهند القديمة وُلِد في القرن السادس قبل الميلاد. اشتُهر بتنبؤه حول أن الأمير سيدهارتا سيُصبح قائداً دينياً عظيماً. عُرف سيدهارتا فيما بعد باسم غوتاما بودا.